# شتريه (مقاطعة فراهان)
شتريه (بالفارسية: شتریه) هي قرية تقع في مركزي في إيران. يقدر عدد سكانها بـ 361 نسمة بحسب إحصاء 2016.